# Stenopogon jubatus
Stenopogon jubatus är en tvåvingeart som först beskrevs av Daniel William Coquillett 1904.  Stenopogon jubatus ingår i släktet Stenopogon och familjen rovflugor.
Artens utbredningsområde är Kalifornien. Inga underarter finns listade i Catalogue of Life.